# Paul Staudinger

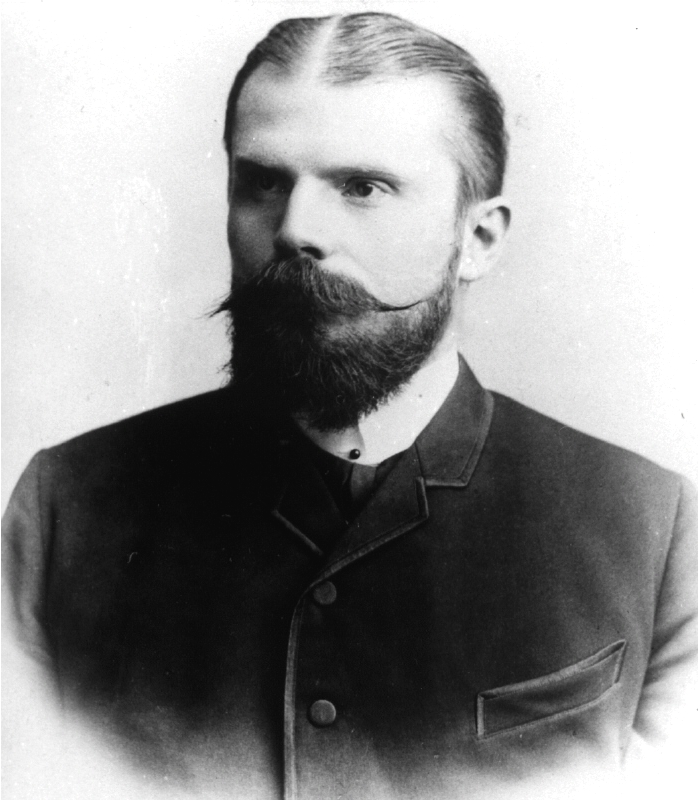
Paul Staudinger, 1888

Paul Staudinger (* 19. Mai 1859 in Dresden; † 26. August 1933) war ein deutscher Forschungsreisender und Privatgelehrter auf den Gebieten der Naturwissenschaften, Ethnologie und Kolonialpolitik.

## Leben
Paul Staudinger wurde 1859 als Sohn des deutschen Lepidopterologen Otto Staudinger geboren.
In den Jahren 1885 und 1886 war Staudinger wissenschaftlicher Teilnehmer der Niger-Benue-Expedition in Westafrika. Die Expedition wurde von der deutschen Afrikanischen Gesellschaft ausgesandt und anfangs von Eduard Robert Flegel geleitet. Bei Lokoja blieb Flegel jedoch zurück und Staudinger führte eine eigenständige Expedition bis Sokoto und Gando. Begleitet wurde Staudinger dabei von dem deutschen Ornithologe Ernst Hartert. Im Anschluss folgten Staudinger und Hartert dem Benue bis Dschubbe. Die Expedition bereiste verschiedene Stammesgebiete, die zuvor kaum Kontakt mit Europäern gehabt hatten. Neben der wissenschaftlichen Seite der Expedition wurden auch politische Absichten verfolgt, indem Beziehungen zu afrikanischen Regionalherrschern hergestellt werden sollten. Staudinger übergab zu diesem Zweck Briefe und Geschenke von Kaiser Wilhelm I. an die Herrscher von Sokoto und Gando, die dem Deutschen Reich den freien Handel und Verkehr in den Hausastaaten und in Adamaua sichern sollten. Auf die damit intendierten kolonialen Vorrechte, insbesondere gegenüber Großbritannien, wurde aber später territorial kein Bezug genommen. Die von Staudinger und Hartert bereisten Gebiete wurden weitgehend Bestandteil des britischen Protektorats Nordnigeria, während Deutsch-Westafrika auf Togo und Kamerun beschränkt blieb.
1887 bereiste Staudinger Algerien und in den Jahren 1888 bis 1889 Hinterindien sowie Sumatra. Er beteiligte sich auch direkt an der deutschen Kolonialpolitik und wurde nach 1890 Mitglied im Kolonialrat und Mitarbeiter der Landeskundlichen Kommission des Reichskolonialamtes. Zudem war Staudinger Ausschuß- und Vorstandsmitglied der Deutschen Kolonialgesellschaft.

## Werke (Auswahl)
- Im Herzen der Haussaländer – Reise im westlichen Sudan nebst Bericht über den Verlauf der deutschen Niger-Benuë-Expedition, sowie Abhandlungen über klimatische, naturwissenschaftliche und ethnographische Beobachtungen in den eigentlichen Haussaländern. Landsberger, Berlin 1889.